# Adolf Meier (Politiker)
Adolf Meier (* Februar 1868; † 16. November 1920 in Detmold) war ein deutscher Konditor und lippischer Landtagsabgeordneter (DVP).

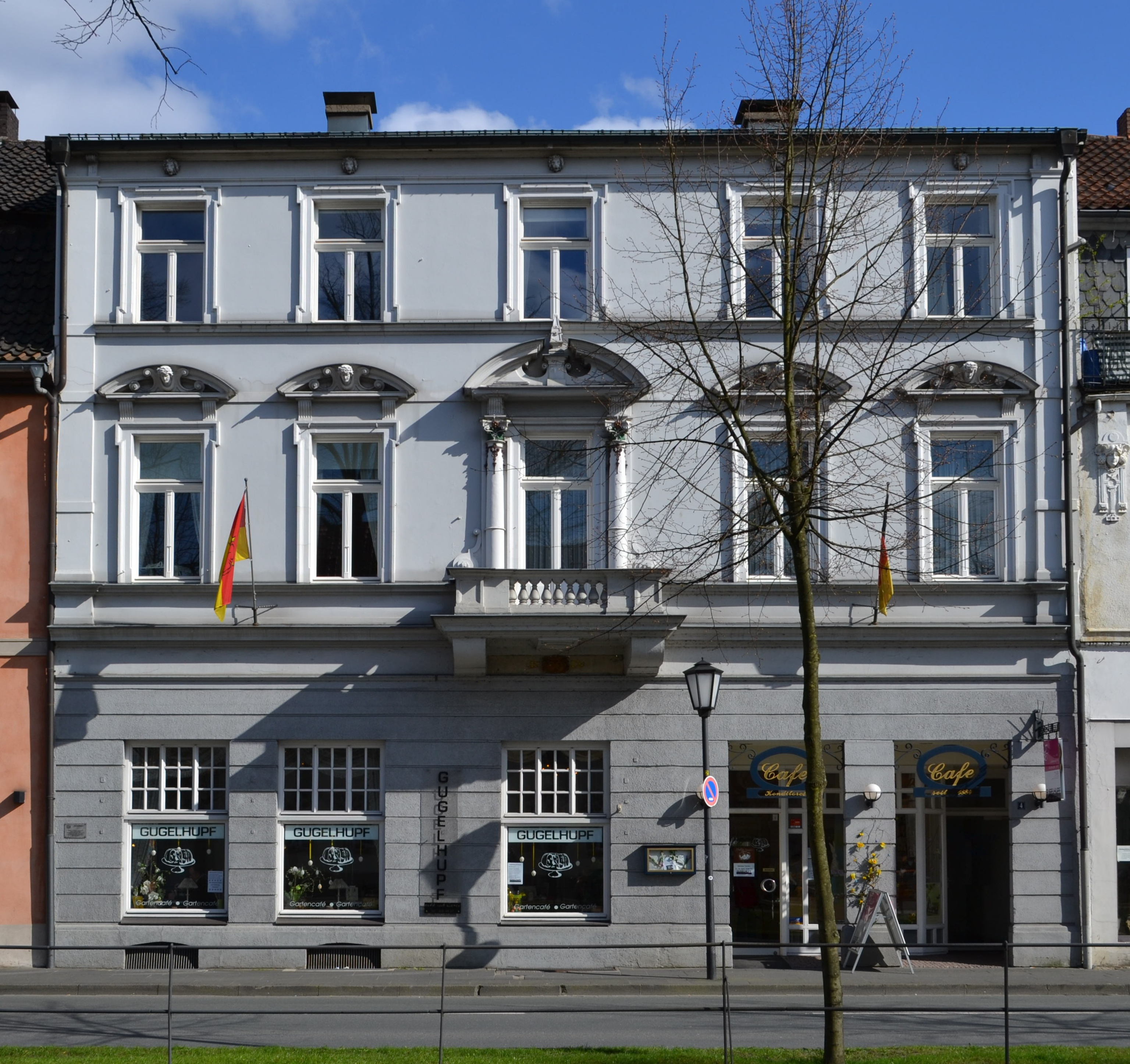
Ehemalige Konditorei Adolf Meiers in Detmold.

## Leben
Adolf Meier stammte aus Gronau und übernahm als Konditormeister am 15. April 1898 das Geschäft von Ernst Kuhlmann in der Detmolder Neustadt. Er war ab 1905 Hofkonditor des lippischen Fürstenhauses.
Bei der Landtagswahl 1919 trat Adolf Meier als Mitglied des Lippischen Wahlverbands an, wurde jedoch nicht gewählt. Nachdem Wilhelm Alter junior sein Mandat niederlegte, rückte Meier am 28. Juni 1920 nach. Er verstarb noch während seiner ersten Amtszeit im November 1920, ihm folgte Clara Lüken nach.
Adolf Meier war außerdem von Juli 1915 bis November 1920 Präsident der Handwerkskammer Detmold und Mitbegründer und Geschäftsführer des Deutschen Konditoren-Bundes.
Er veröffentlichte auch Bücher zum Konditorenhandwerk: Was soll und muss der Conditorlehrling wissen? Ein Leitfaden mit praktischen Fragen sowie einer Warenkunde. (mit F. W. Eikmeier, Verlag Paul Reber, 1903) und das Schriften-Album für Konditoren. Nebst Monogrammen und Tortenschildern. Mit 25 Tafeln. (Verlag Heinrich Killinger, 1909).